# Diessenhofen
Diessenhofen är en ort och kommun i distriktet Frauenfeld i kantonen Thurgau, Schweiz. Kommunen har 4 132 invånare (2023).
Den 1 januari 2000 inkorporerades kommunen Willisdorf in i Diessenhofen.